# Federación Europea de Bancos Éticos y Alternativos
La Federación Europea de Bancos Éticos y Alternativos (FEBEA), en inglés European Federation of Ethical and Alternative Banks and Financiers, reúne a varios bancos europeos cuyo objetivo es permitir una gestión ética de las finanzas. La asociación tiene la sede en Bruselas y agrupa bancos y cooperativas financieras activas en el ámbito de las Banca ética y solidarias en sus respectivos países.
Peru Sasia es el actual presidente de FEBEA.

## Historia
Fue creada en 2001 y agrupa 24 instituciones financieras de 12 países diferentes.

## Miembros
Muchos de los miembros son cooperativas.
A partir de su creación, numerosas instituciones financieras se han adherido a la Federación, y entre estas: La Nef (Francia), CREDIT COOPERATIF (Francia), SIDI (Francia), Caixa Pollença (España), BBK Solidarioa Fundazioa (España), Bank für Sozialwirtschaft (Alemania), CASSA RURALE BOLZANO (Italia), CASSA CENTRALE BANCA (Italia), Charity Bank (Reino Unido), Femu Qui (Córcega), Fundació Un Sol Mon (España), FIG (Suiza), Merkur (Dinamarca), Cultura bank (Noruega), Ekobanken (Suecia), FIARE (España), Banca Popolare Etica (Italia), APS BANK (Malta), ALTERNATIVE BANK SCHWEIZ (Suiza), Coop57 (España), COMMUNITY FINANCE IRELAND (Reino Unido e Irlanda), COOPERATIVE BANK OF CHANIA (Grecia), COOPERATIVE BANK OF KARDITSA (Grecia), CREDAL (Bélgica), HEFBOOM (Bélgica) FRANCE ACTIVE  (Francia), SEFEA HOLDING SC (Italia), SOCODEN (Francia) y TISE (Polonia).